# 46-та окрема аеромобільна бригада (Україна)
46-та окрема аеромобільна Подільська бригада (46 ОАеМБр) — військове з'єднання у складі Десантно-штурмових військ Збройних сил України чисельністю у бригаду. Входить до складу 8-й десантно-штурмового корпусу.
З липня по листопад 2022 року бригада брала участь у визволенні Правобережжя півдня України. Взимку 2022 року тримала оборону Соледара. Влітку 2023 році брала участь у наступі на мелітопольському напрямку. З листопада 2023 року тримала оборону на мар'їнському напрямку.

## Історія

### Російське вторгнення 2022 року
Після початку російського вторгнення в Україну 2022 року в Макарівській оборонній операції із захисту Києва в березні взяли участь три батальйонно-тактичні групи ДШВ. Вони склали основу 46-ї бригади, а також офіцери і сержанти з 95, 79, 81, 25 бригад ДШВ. Датою створення бригади вважається 5 квітня 2022 року. Набір у батальйони проходив фактично паралельно з навчаннями особового складу на загальновійськовому полігоні.
У перших числах липня 2022 року бригаду увели до оперативного командування угрупування «Нова Каховка» та розосередили неподалік Кривого Рогу. Бригада цим посилювала та частково замінила підрозділи 1-го та 2-го ешелонів ОТУ «Нова Каховка». 46-та бригада діяла спільно з 60-ю механізованою бригадою. Після двох тижнів оборони підходів до Кривого Рогу, бригаду перевели до угрупування «Примор'я».
4 жовтня бригада визволила Малу Олександрівку.
Загалом бригада брала участь у боях за Білогірку, Сухий Ставок, Дудчани, Безіменне, Лепетиху, Снігурівку, Берислав, Благодатівку, Мурахівку, Велике Артакове, Білу Криницю.
14 жовтня 2022 року бригада отримала бойовий прапор.
6 грудня 2022 року бригада відзначена почесною відзнакою «За мужність та відвагу».
У грудні 2022 року бригада висунулась на підкріплення українських військ на Донеччині, в район оборони Бахмута й Соледара.
На початку січня 2023 року бригада вела міські бої у Соледарі, стримуючи наступ ПВК «Вагнер».
У липні 2023 року бригада брала участь у контрнаступі на мелітопольському напрямку Запорізької області.
У листопаді 2023 року бригада передислокована на Донбас на мар'їнський напрямок.
13 червня 2024 року десантники бригади відбили найбільший штурм за весь період свого перебування на мар'їнському напрямку. За даними бригади, у штурмі росіяни залучили 28 одиниць техніки. Їх уражено комбінованим ударом артилерії, ПТРК та дронів, на відео зафіксовано удари по бронетранспортерах, БМП і танках. За даними бригади, росіяни втратили 13 одиниць техніки, 20 осіб загиблими і 38 пораненими.
20 червня 2024 року бригада показала відео знищення «танка-сараю», а також іншої бронетехніки.
У липні 2024 року бригада здійснювала рекрутинг.
11 листопада 2024 року 46-та бригада відбивала штурми на околицях Курахового де росіяни проривали оборону і намагалися дістатися околиць міста.
У квітні 2025 року увійшла до складу 8-го корпусу ДШВ.
29 квітня 2025 року бригаді присвоєно почесне найменування «Подільська».

## Структура
- РУБпАК[19]

## Командування
- на 12.2024: полковник Скред Валерій Вікторович[20]
- до 01.2025: Золотарьов Віталій[21][22][23][24]
- з 01.2025: підполковник Капітула Дмитро Вікторович[21]

## Втрати
Станом на квітень 2025 року відомо щонайменше про 45 імен загиблих бригади.

## Традиції
Офіційною датою створення бригади вважається 5 квітня 2022 року.
29 квітня 2025 року, згідно Указу Президента України № 257 від 29 квітня 2025 року, бригаді присвоєно почесне найменування «Подільська».

## Вшанування
- 21 листопада 2023 було опубліковано бойову пісню 46-ї бригади, котру написав Андрій Жолоб, старший лейтенант, командир роти медичної служби бригади і виконав разом з своїм панк-рок гуртом Бетон.[26][27]
- 5 квітня 2024 року, у другу річницю створення бригади, запущено документальний міні-серіал «46. ШЛЯХ ЧЕСТІ», який розровідає про створення та бойовий шлях 46 ОАеМБр, ведучим якого виступив відомий телеведучий Ігор Кондратюк.[28]
- 6 грудня 2024 року, до Дня Збройних Сил України представлено першу частину нового спецпроєкту «ГЕРОЇ. 46». Її присвячено пам'яті Героя України, головного сержанта розвідувального взводу 3 аеромобільного батальйону 46 оаембр Івана Банка на псевдо «Банкір».[29]

### Нагороджені
Найвищими державними нагородами відзначені:
- Севрук Олексій Олегович (1983—2023) — старший лейтенант, Герой України (2024, посмертно).
- Іваночко Роман Богданович (1981 - 2024) - старший солдат, кавалер ордену "за Мужність" ||| ступеня (посмертно)

### Довідки
- 46 окрема аеромобільна бригада // dshv.mil.gov.ua